# Na koniec świata (album)
Na koniec świata – album studyjny Justyny Steczkowskiej z 1999 roku.
Album promował film o tym samym tytule. Autorami muzyki do ścieżki dźwiękowej są Justyna Steczkowska i Antoni Łazarkiewicz. Album promowano jednym singlem - tytułową kompozycją. Płytę wyprodukowali Paweł Steczkowski (brat wokalistki) oraz Piotr Rychlec.

## Lista utworów
1. Dusza moja
2. Balon
3. Duch lasu
4. Teresa i Wiktor
5. Świadek
6. Japończyk
7. Gwałt
8. Nigdy
9. Miłość
10. Sen
11. Przytul mnie
12. Burza
13. Wspomnienie
14. Maja
15. Kołysanka
16. Szaleństwo
17. Śmierć Teresy
18. Ćma
19. Dusza moja ulatuje
20. Na koniec świata

## Twórcy
- muzyka: Justyna Steczkowska
- słowa: Edyta Bartosiewicz

- Polska Orkiestra Radiowa pod dyrekcją Zbigniewa Gracy
- wokal - Justyna Steczkowska
- wokal - Jorgos Skolias
- khen, pomort, obój miłosny d'amore - Jacek Urbaniak
- obój - Krzysztof Wroniszewski
- latin percusion, instrumenty perkusyjne - Wojciech Kowalewski
- instrumenty perkusyjne - Monika Szulińska

- sampling programing - Paweł Steczkowski
- sampling programing - Piotr Rychlec
- instrumenty etniczne - Tomasz Duda
- instrumenty etniczne - Dominik Muszyński
- bębny - Piotr Królik